# Nerf moteur
Les nerfs moteurs sont des nerfs qui transmettent et invoquent les commandes du système nerveux central aux muscles afin de produire des mouvements volontaires ou involontaires.

## Anatomie
Les nerfs moteurs transportent la commande motrice depuis le système nerveux central vers les effecteurs qui sont principalement les muscles. Ces fibres nerveuses efférentes prennent naissance au niveau du système nerveux central : la moelle épinière et les centres cérébraux moteurs. Les fibres efférentes émergent de la moelle épinière par la racine ventrale issue de la corne ventrale. De la moelle épinière partent les moto neurones γ, qui contactent le fuseau neuromusculaire. De là émanent des axones moteurs qui commandent la contraction des fibres intrafusales pour maintenir la sensibilité du fuseau. Les moto neurones α contactent les fibres extrafusales qui permettent la contraction du muscle. La co-activation des moto neurones α et γ permet donc aux fuseaux de fonctionner, c’est-à-dire d’envoyer des informations vers les muscles.
La plupart des nerfs étant mixtes, c'est-à-dire à la fois  moteurs et sensitifs, les nerfs exclusivement moteurs sont des exceptions. Il s'agit, pour les nerfs crâniens, des nerfs oculomoteur, trochléaire, abducens, accessoire et hypoglosse. Les nerfs spinaux et tous les autres nerfs crâniens sont mixtes ou sensitifs.